# Elena Aprile

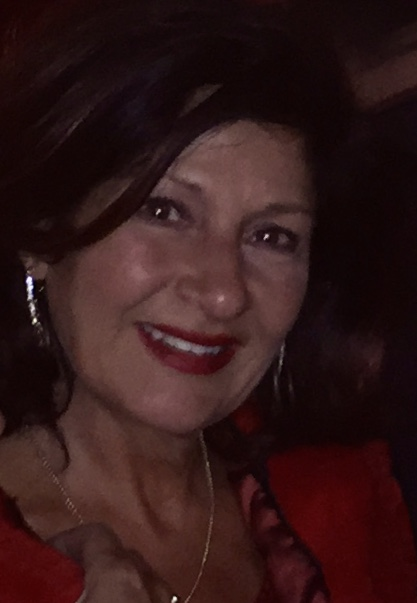
Elena Aprile, 2015

Elena Aprile (* 12. März 1954 in Mailand) ist eine italienische experimentelle Teilchenphysikerin. Sie ist Professorin an der Columbia University.

## Herkunft und Ausbildung
Elena Aprile wurde 1954 in Mailand geboren. Sie studierte Physik an der Universität Neapel mit dem Laurea-Abschluss 1978 bei Marco Napolitano. Während ihrer Doktorarbeit hat sie an Experimenten am CERN teilgenommen. 1982 wurde sie an der Universität Genf bei Roger Hess promoviert.

## Karriere
1983 bis 1985 war sie als Post-Doktorandin an der Harvard University bei Carlo Rubbia. 1986 wurde sie Assistant Professor, 1991 Associate Professor und 2003 Professor an der Columbia University, wo sie außerdem seit 2003 Ko-Direktor des Columbia Astrophysics Laboratory ist.
Sie ist Spezialistin für Edelgas-Detektoren und leitet seit 2002 das XENON-100-Experiment zur Detektierung dunkler Materie im Gran-Sasso-Untergrundlabor. Sie sollen die Wechselwirkung hypothetischer WIMPs mit gewöhnlichen Kernen entdecken bzw. obere Grenzen für den Wirkungsquerschnitt bestimmen. Der Detektor besteht aus einer Spurendriftkammer (TPC) gefüllt mit dem flüssigen tiefgekühltem Edelgas Xenon. Es ist sorgfältig gegen Störeinflüsse abgeschirmt. Gegenüber dem Vorgänger, dem Xenon10 Experiment (an dem sie auch beteiligt war), ist die Masse auf 100 kg Xenon erhöht und das Hintergrundrauschen um einen Faktor 100 reduziert. Als nächster Schritt ist ein Detektor mit einer Tonne Xenon geplant (XENON1T).
Außerdem ist sie als leitende Wissenschaftlerin an einem Ballonexperiment zur Gammastrahlungs-Astronomie beteiligt (LXeGRIT, Liquid Xenon Gamma Ray Imaging Telescope).

## Auszeichnungen
Sie ist Fellow der American Physical Society (2000). 2020 wurde sie in die American Academy of Arts and Sciences gewählt, 2021 in die National Academy of Sciences. 2021 wurde ihr der Premio Enrico Fermi zugesprochen, 2022 der Julius Wess-Preis.

## Schriften
- mit A. E. Bolotnikov, A. I. Bolozdynya, T. Doke: Noble Gas Detectors. Wiley 2006.
- mit E. Dahl, L. DeViveiros, R. Gaitskell, K. L. Giboni, J. Kwong, P. Majewski, K. Ni, T. Shutt, M. Yamashita: Simultaneous Measurement of Ionization and Scintillation from Nuclear Recoils in Liquid Xenon as Target for a Dark Matter Experiment. In: Phys. Rev. Letters. Band 97, 2006, S. 081302
- Aprile u. a.: First Results from the XENON10 Dark Matter Experiment at the Gran Sasso National Laboratory. In: Physical Review Letters. Band 100, 2008, S. 021303
- Aprile u. a.: First Dark Matter Results from the XENON100 Experiment. In: Phys. Rev. Lett. Band 105, 2010, S. 131302, Arxiv
- Aprile u. a.: The XENON100 Dark Matter Experiment. In: Astroparticle Physics. 35, 2012, S. 573–590. (Arxiv)